# Jan-Malte Niemann
Jan-Malte Niemann (* 21. September 1975 in Hannover) ist ein deutscher Jurist. Er ist Richter am Bundesarbeitsgericht.

## Leben und Wirken
Nach dem Studium der Rechtswissenschaften wurde Niemann während des anschließenden Referendariats von der Universität Münster 2005 mit der von Peter Schüren betreuten arbeitsrechtlichen Arbeit „Arbeitsvertraglicher Mischlohn: Quotelungskontrolle nach § 307 BGB“ zum Dr. iur. promoviert. 2006 legte er in Düsseldorf sein Zweites Staatsexamen ab. Im Oktober 2006 trat er als Arbeitsrichter in den Justizdienst des Landes Nordrhein-Westfalen ein und wurde in der Folge an verschiedenen Arbeitsgerichten sowie am Landesarbeitsgericht Hamm eingesetzt. Von 2009 bis 2011 war er als wissenschaftlicher Mitarbeiter an das Bundesarbeitsgericht abgeordnet. Im Juli 2014 wurde er selbst zum Richter am Bundesarbeitsgericht ernannt und dem vor allem für das Kündigungsrecht zuständigen Zweiten Senat zugewiesen.